# Wybrzeże Gdańsk
Le  Gdański Klub Żużlowy (GKŻ ) Wybrzeże Gdańsk  (en polonais, Żużlowy signifie « speedway » et  Wybrzeże « littoral »), est un club omnisports situé à Gdańsk en Pologne. Il comprend actuellement deux sections :  le speedway et le basket-ball.

## Historique
En 1945, un club omnisports est créé : il comprend des sections de boxe, d’athlétisme, de football, de volley-ball et de cyclisme. Petit à petit, s’ouvrent des sections de motocyclisme (1948), de basket-ball (1949), de handball masculin (1951), de lutte (1951), de gymnastique (1952), de handball féminin (1952) et enfin de judo (1958). Néanmoins, les sections ferment une à une, de sorte qu’en 2002, seul le motocyclisme est encore pratiqué, sous la forme du speedway, lancé en 1957. En 2007, une équipe de basket-ball est relancée, mais disparaît à nouveau deux ans plus tard.
La section handball du club est sans doute l’une des principales, avec dix titres de champion de Pologne et deux finales de Coupe d’Europe des clubs champions en 1986 et 1987. Elle a fermé en 2002 avant d'être recréée en 2010. Elle évolue depuis en deuxième division.

## Noms successifs
- 1957-1958 : LPŻ
- 1959 LPŻ Neptun
- 1960-1961 : GKŻ Legia
- 1962-2005 : GKS
- 2006-2008 : GKŻ
- depuis 2009 : GKS

## Palmarès (handball)
- Championnat de Pologne (10) : 1966, 1984, 1985, 1986, 1987, 1988, 1991, 1992, 2000, 2001
- Finaliste de la Coupe d’Europe des clubs champions en 1986 et 1987

## Sportifs célèbres
- Władysław Komar (lancer du poids)
- Rafał Kuptel (handball)
- Marcin Lijewski (handball)
- Bogdan Wenta (handball)